# Arenas de Arlés

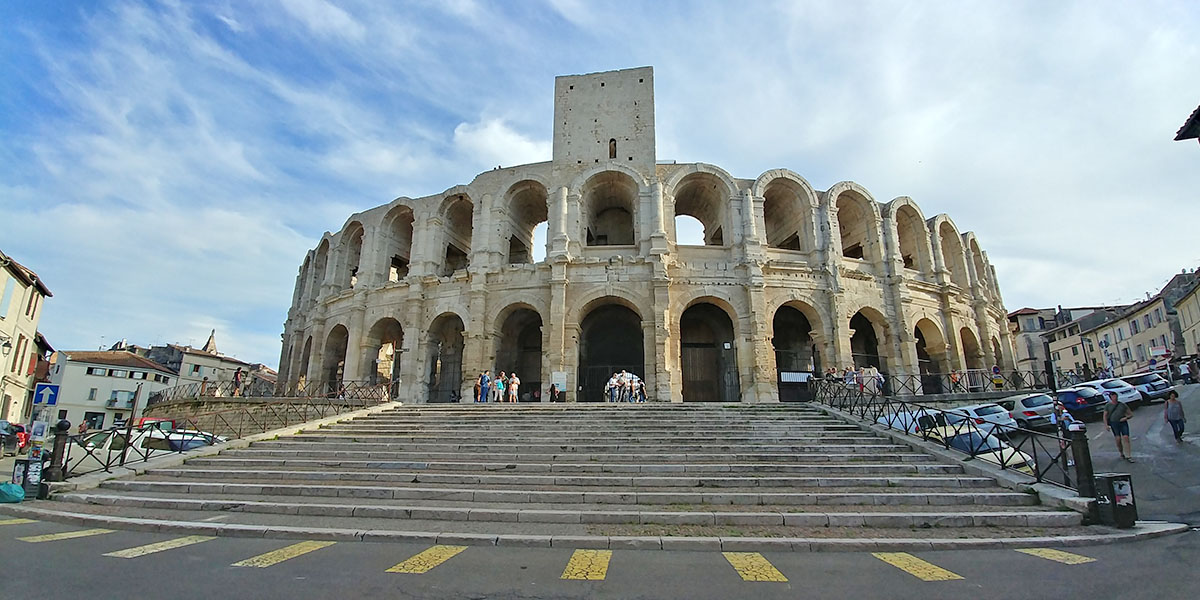
Arena de Arlés en 2018

Las Arenas de Arlés (en francés, Arènes d'Arles) es un anfiteatro romano situado en la localidad de Arlés en el departamento de Bocas del Ródano en la Región de Provenza-Alpes-Costa Azul en el sureste de Francia, calificado como Patrimonio de la Humanidad por la Unesco, dentro del Sitio «Monumentos romanos y románicos de Arles», en concreto con el código de identificación 164-001, tiene capacidad para 14.000 personas.

## Descripción
Los ingenieros romanos construyeron el anfiteatro de Arlés sobre la colina del barrio arlesiano «poisson». Para ello, tuvieron que demoler el recinto de época augústea creado un siglo antes. 
Fue construido hacia 80-90, en el marco de las extensiones flavias de la ciudad y poco después de construirse el Coliseo de Roma, del que toma las principales características. Incluye un sistema de evacuación por numerosos pasillos de acceso vomitorios, una escena central de forma elíptica rodeada con gradas, con los soportales, sobre dos niveles, a lo largo de un total de 136 metros, es decir, de una dimensión superior al anfiteatro de Las Arenas de Nimes, construido poco después. Este edificio puede acoger 25.000 espectadores. 
En Arlés, como en todo Oriente, el anfiteatro era, desde finales del siglo III a mediados del siglo IV, el signo más evidente de romanidad.

## Historia

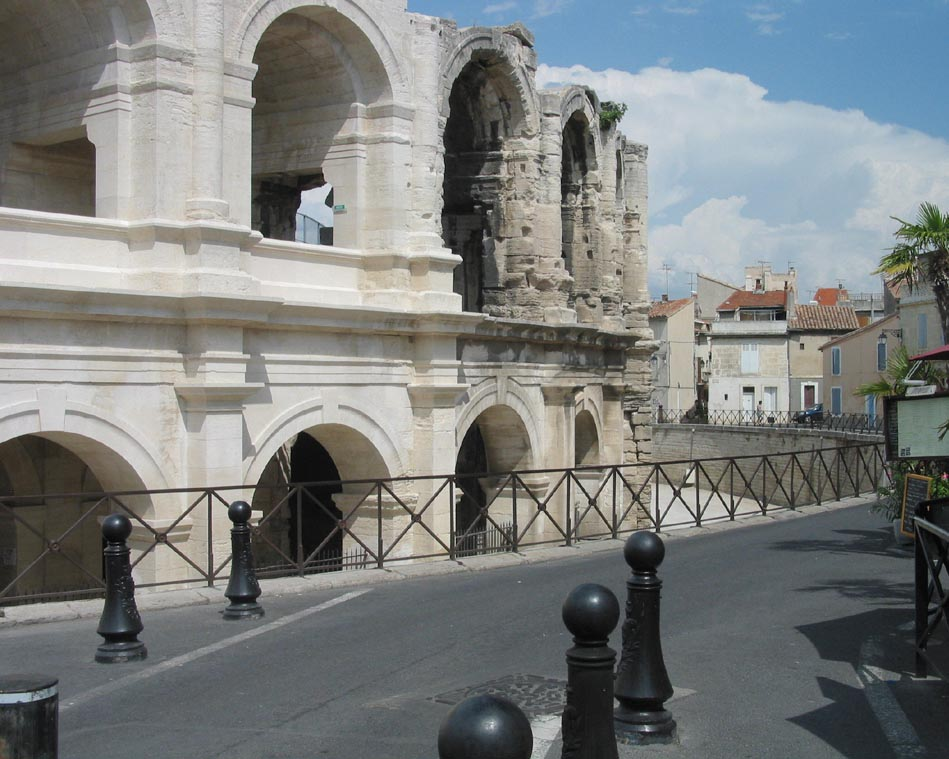
Trabajos de restauración en las Arenas de Arlés en el año 2006.

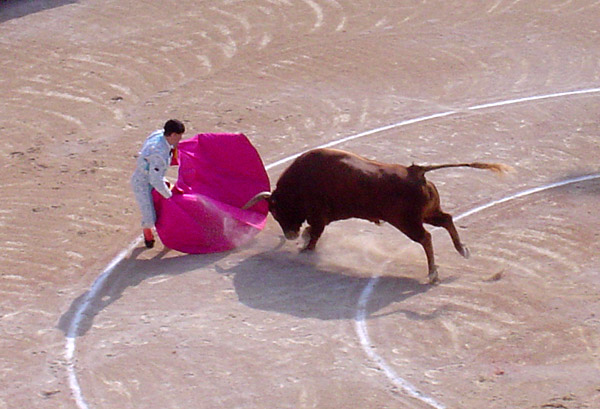
Corrida de toros en las Arenas de Arlés.

Este «castillo» del juego donde se enfrentaban los jugadores sigue funcionando hasta el final del Imperio griego. En 285, el emperador Gallo hace celebrar con juegos las victorias de sus ejércitos contra los galos. A principios del siglo IV, Constantino I hace representar grandes cazas y combates con motivo del nacimiento de su hijo mayor. Más tarde, Mayoriano ofrece allí varios espectáculos. Finalmente, se sabe gracias a Procopio que en 539, Childeberto I, rey de París, quiso que se renovase en su presencia los juegos de la Antigüedad.
Los documentos históricos ponen de manifiesto que se utiliza aún bajo el episcopado de Cesario entre 503 y 542 y después del paso de la ciudad a soberanía franca, hasta alrededor de 550.
A finales del siglo VI, las arenas se adaptaron a la nueva realidad del tiempo: la vuelta de la inseguridad. Fue pues transformado en bastida, especie de fortaleza urbana que al hilo de los tiempos se dota de cuatro torres y en la cual se integraron más de 200 viviendas y dos capillas. El médico y geógrafo Jérome Münzer de paso en la ciudad de Arlés en 1495 escribió: 

Hoy gentes pobres viven en este teatro, teniendo sus cabañas en las curvas y sobre la arena.

Francisco I que visitó la ciudad en 1516, se asombra y lamenta encontrar tal edificio en un tan triste estado. 
Esta función residencial se perpetúa en el tiempo antes de que la expropiación comenzada a partir de finales del siglo XVIII no se termine definitivamente hasta el año 1825 bajo el impulso del alcalde de la época, el barón de Chartrouse. Las arenas se volvieron a encontrar, a partir de 1830, en una fiesta inaugural con motivo de la celebración de la toma de Argel, el lado festivo y dramático inicial para el cual se construyeron, como una clase de perpetuación de las costumbres romanas, con el espectáculo taurino lo que le vale el nombre actual de «Arenas». 
En 1840, se las califica como «monumento histórico de Francia» a iniciativa del escritor Próspero Mérimée, que además es inspector de Monumentos históricos desde 1834. Conserva esta función hasta 1860. 
Este edificio acoge hoy numerosos espectáculos, en particular corridas de toros, además de teatro y espectáculos musicales, una manera de combinar la conservación del patrimonio antiguo y la vida cultural de hoy.

## Las arenas y el arte

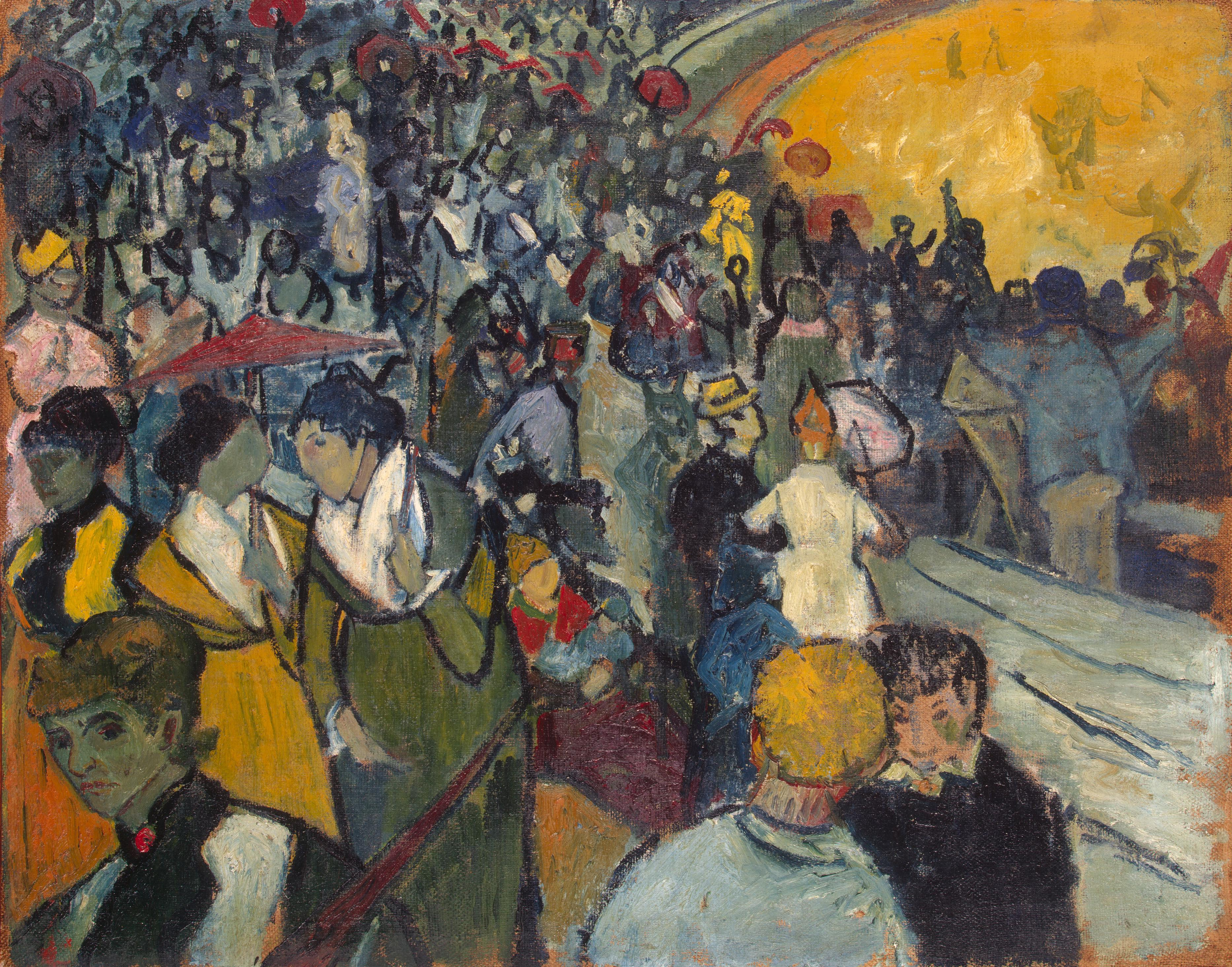
Vincent van Gogh - Les arènes d'Arles, 1888.

Las arenas inspiraron a numerosos pintores, de las que probablemente la más célebre es la de Vincent van Gogh en 1888, que representa al público acudiendo a una corrida de toros en el anfiteatro.
Fueron igualmente fotografiadas, de los años 1850 por Édouard Baldus en el marco de la Mission héliographique y por Dominique Roman hacia 1860.